# Tubastraea micranthus
Tubastraea micranthus is een rifkoralensoort uit de familie van de Dendrophylliidae. De wetenschappelijke naam van de soort werd in 1834, als Oculina micranthus, voor het eerst geldig gepubliceerd door Ehrenberg.

## Verspreiding
Tubastraea micranthus is inheems in de tropische Indo-Pacific, variërend van de Rode Zee en Madagaskar tot Japan, Hawaï en Tonga. Het enige voorkomen buiten zijn oorspronkelijke verspreidingsgebied zijn populaties die zijn gevestigd op een olieplatform voor de kust van Louisiana in de Golf van Mexico. Het groeit in struik- of boomachtige kolonies, is in staat riffen te vormen en is aangepast aan omgevingen met sterke stroming. Kolonies kunnen groeien op blootgestelde bodemoppervlakken, op richels, scheepswrakken en olieplatforms.